# Třída Wichita
Třída Wichita byla třída zásobovacích tankerů amerického námořnictva. Plavidla převážejí pohonné hmoty, munici a další zásoby, které jsou schopny předávat jiným lodím na otevřeném moři. Postaveno bylo celkem sedm jednotek této třídy. Všechny již byly vyřazeny.

## Stavba
Celkem bylo postaveno sedm jednotek této třídy. Stavbu prováděly loděnice General Dynamics v Quincy a National Steel v San Diegu.
Jednotky třídy Wichita:
| Jméno                   | Založení kýlu | Spuštěna | Vstup do služby    | Status       |
| ----------------------- | ------------- | -------- | ------------------ | ------------ |
| USS Wichita (AOR-1)     | 1966          | 1968     | 7. června 1969     | Vyřazen 1993 |
| USS Milwaukee (AOR-2)   | 1966          | 1969     | 1. listopadu 1969  | Vyřazen 1994 |
| USS Kansas City (AOR-3) | 1968          | 1969     | 6. června 1970     | Vyřazen 1994 |
| USS Savannah (AOR-4)    | 1969          | 1970     | 28. října 1970     | Vyřazen 1995 |
| USS Wabash (AOR-5)      | 1970          | 1971     | 20. listopadu 1970 | Vyřazen 1994 |
| USS Kalamazoo (AOR-6)   | 1970          | 1971     | 11. srpna 1973     | Vyřazen 1996 |
| USS Roanoke (AOR-7)     | 1974          | 1974     | 30. řéjna 1976     | Vyřazen 1995 |

## Konstrukce

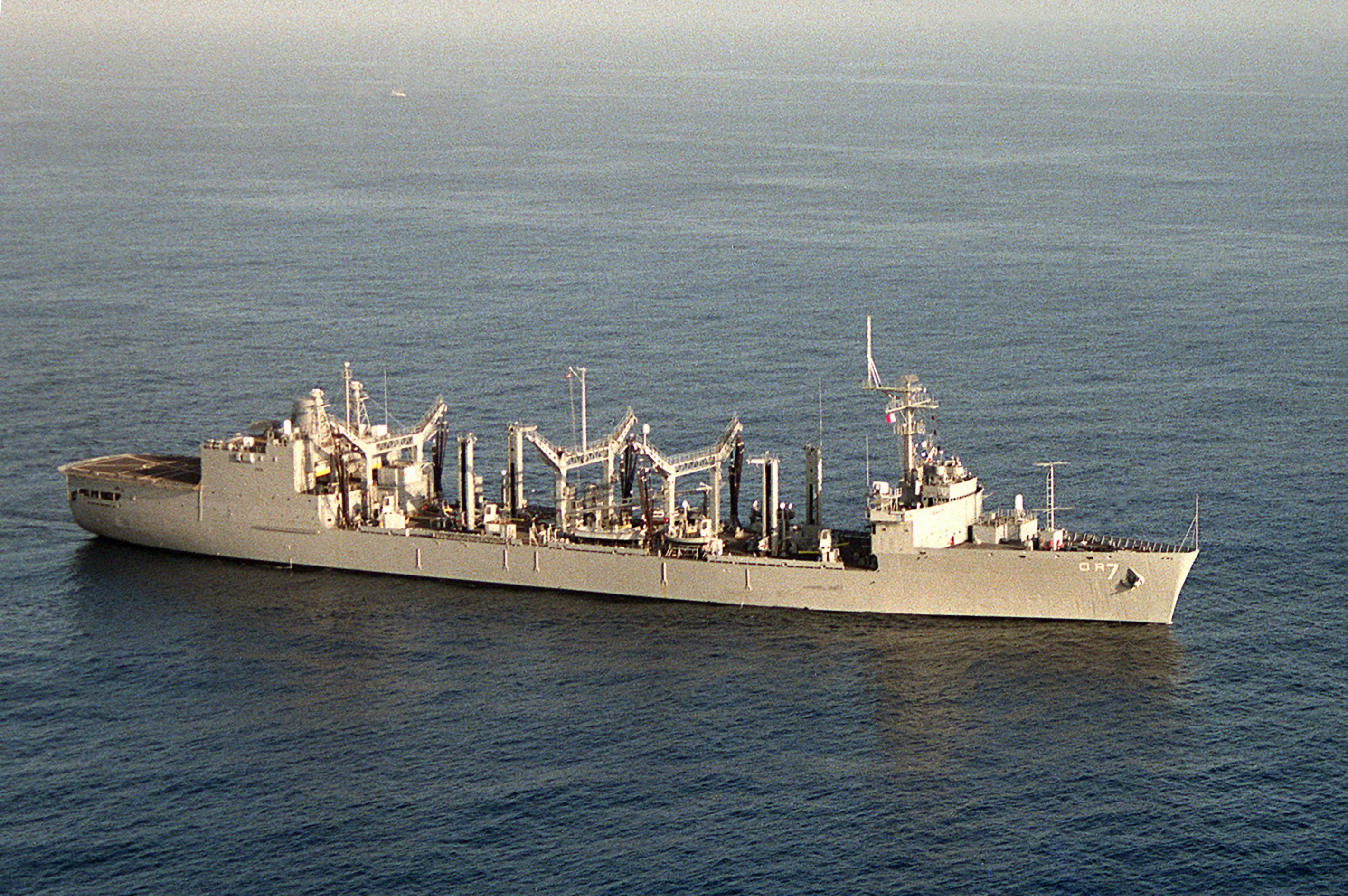
USS Roanoke (AOR-7)

Plavidla mohla přepravovat 160 000 barelů paliva, 600 tun munice, 200 tun zásob a 100 tun zmražených potravin. Na levoboku nesla čtyři zásobovací stanoviště pro kapalný náklad a dvě pro dopravu pevného nákladu. Na pravoboku nesla tři zásobovací stanoviště pro kapalný náklad a dvě pro dopravu pevného nákladu. Na zádi byla vybavena přistávací plochou pro dva transportní vrtulníky H-46E Sea Knight provádějící vertikální zásobování. Původně nebyla vybavena hangárem. Ten byl postaven dodatečně (pouze Roanoke s nimi byla již postavena). Obrannou výzbroj tvořily dva 20mm systémy Phalanx a jedno osminásobné vypouštěcí zařízení protiletadlových řízených střel RIM-7 Sea Sparrow. Pohonný systém tvořily dvě parní turbíny. Lodní šrouby byly dva. Nejvyšší rychlost dosahovala 20 uzlů.